# Легионеллы
Легионеллы (лат. Legionella) — род патогенных грамотрицательных бактерий из класса Gammaproteobacteria. Включает виды Legionella pneumophila, вызывающий «болезнь легионеров», и Legionella longbeachae, вызывающий понтиакскую лихорадку. Legionella встречается во многих средах, включая почву и водные системы. На сегодняшний день описано по крайней мере 50 видов и 70 серотипов.
Боковые цепи полисахаридов клеточной стенки являются основой для антигенной специфичности этих организмов. Химический состав этих боковых цепей — как компоненты из которых они составлены, так и расположение сахаров относительно друг друга в цепях — определяет природу соматической или О-антигенных детерминант, являющихся необходимым инструментом для серологической классификации грамотрицательных бактерий.
Легионеллы получили своё название от вспышки легионеллёза в Филадельфии в 1976 году, когда 221 человек заболел неизвестной на то время болезнью и 34 из них скончалось. На вспышку впервые обратили внимание, когда заболели люди, посетившие съезд Американского легиона — ассоциацию ветеранов американских вооружённых сил. Данный съезд проходил в Филадельфии в честь двухсотлетия образования США. Эта эпидемия среди американских ветеранов, случившаяся в том же городе, где была подписана Декларация независимости США, и за несколько дней до 200-летия её подписания, получила широкое освещение в прессе и вызвала большое беспокойство среди населения.
18 января 1977 года была выделена до тех пор не известная бактерия, вызвавшая данное заболевание. Впоследствии её назвали Legionella.

## Обнаружение
Legionella традиционно обнаруживается в культуре на буферном угольно-дрожжевом агаре (БУДРАГ, BCYEA). Для роста бактерии необходимо присутствие цистеина и железа, и поэтому она не растёт на обычном кровяном агаре, используемом в стандартных лабораторных методиках подсчёта живых бактериальных клеток. В ходе стандартных лабораторных процедур по обнаружению Legionella в воде бактерии вначале концентрируют (центрифугированием и/или фильтрацией через 0,2 мкм фильтры) перед инокуляцией на БУДРАГ, содержащий антибиотики (например, глицин-ванкомицин-полимиксин-циклогексимид, ГВПЦ) для того, чтобы подавить другие микроорганизмы в образцах. Обработку температурой или кислотой также используют для подавления роста других микроорганизмов в образце.
После инкубации сроком до 10 дней, если выросшие колонии растут на БУДРАГ с цистеином и не растут без него, то это — Legionella. Для установления вида или серотипа затем используются иммунологические методики.
Хотя данный метод бактериального посева довольно специфичен для большинства видов Legionella, одно из исследований показало, что метод совместного культивирования, полагающийся на тесную взаимосвязь бактерии с амёбами, может быть более чувствительным, поскольку может распознавать бактерию, даже присутствующую внутри амёбы, а не только в свободном виде. Соответственно, настоящий размах присутствия бактерий в клинике или окружающей среде скорее всего недооценён из-за большого количества ложно-отрицательных результатов, присущих используемой лабораторной методологии.
Многие клиники в случае подозрения на воспаление лёгких, вызванное легионеллой, используют тест на Legionella Urinary Antigen («Антиген легионеллы, выделяемый с мочой»). Преимущества этого теста в том, что результаты могут быть получены в течение нескольких часов, а не дней, как в случае с бактериальным посевом, и в том, что образец мочи легче получить, чем образец мокроты. Недостатками является то, что данный тест только обнаруживает Legionella pneumophila серогруппы 1 (LP1); только посев может обнаружить другие штаммы или виды Legionella; а также то, что не сохраняются изоляты бактерии, что мешает их дальнейшему исследованию в случае вспышки легионеллёза.
Новыми методиками быстрого обнаружения Legionella в образцах воды являются: полимеразная цепная реакция (ПЦР) и методы быстрого иммунологического анализа. Эти методы обычно позволяют получить более быстрые результаты.

## Патогенез
В природных условиях Legionella pneumophila живёт внутри амёб. При вдыхании бактерии могут инфицировать альвеолярные макрофаги, переключая внутренние механизмы хозяина, превращая его в нишу, где они могут размножаться. Это приводит к болезни легионеров и, в меньшей степени, понтиакской лихорадке. Legionella передаётся воздушно-капельным путём через вдыхаемые человеком капельки жидкости, содержащие бактерии. Обычные источники заражения — это градирни, бассейны (особенно в скандинавских странах), домашние системы нагрева воды, фонтаны, и т. п. Природные источники Legionella включают пруды и ручьи. Передача от человека к человеку не была продемонстрирована.
После того как бактерия попала в организм хозяина, до двух недель может занимать инкубационный период. Продромальные симптомы похожи на грипп, включая лихорадку, озноб и сухой кашель. В последующих стадиях болезнь вызывает проблемы с желудочно-кишечным трактом и нервной системой и ведёт к тошноте и диарее. Также присутствуют другие симптомы сильного воспаления лёгких.
Однако обычно болезнь не представляет опасности для большинства здоровых людей и склонна вызывать симптомы болезни лишь у людей с ослабленной иммунной системой или у пожилых людей. Исходя из этого, системы подачи и использования воды должны активно проверяться в клиниках и домах престарелых. В статье, опубликованной в журнале «Infection Control and Hospital Epidemiology» (Инфекционный Контроль и Эпидемиология в Больнице) говорится, что заражение легионеллой в больницах приводит к смерти в 28 % случаев, и основными источниками инфекции являются водораспределительные системы.

## Использование в качестве биологического оружия
Было предположено, что Legionella может быть использована в качестве биологического оружия. В самом деле, в лаборатории были созданы генетически модифицированные штаммы Legionella pneumophila, которые приводят почти к 100 % смертности у животных.

## Молекулярная биология
Благодаря использованию современных методов молекулярной генетики и клеточной биологии, постепенно становятся понятны механизмы, используемые легионеллами для размножения в макрофагах. Были исследованы специфические регуляторные каскады, управляющие клеточной дифференциацией, так же как и регуляция генов. Были расшифрованы геномные последовательности шести штаммов L. pneumophila и теперь возможно исследовать целые геномы с помощью современных молекулярных методов. Было обнаружено, что различные штаммы Legionella имеют 7—11 % специфических генов.

## Контроль за источниками инфекции
Самые распространённые источники заражения Legionella — это градирни (используемые в промышленных охладительных системах), домашние системы, использующие тёплую воду и спа. Кроме того источниками могут быть большие централизованные кондиционеры, фонтаны, домашние системы холодной воды, бассейны (особенно в скандинавских странах и Северной Ирландии) и т. п. Природными источниками могут выступать пруды и ручьи. Многие государственные агентства, производители градирен и промышленные организации разработали специальные схемы устройства и правила содержания для предотвращения роста Legionella в градирнях.
Недавние исследования, опубликованные в Journal of Infectious Diseases указывают на то, что Legionella pneumophila, возбудитель легионеллёза, может перемещаться по воздуху до 6 км от источника заражения. Прежде предполагалось, что передача бактерии происходит на гораздо более короткие расстояния. Группа французских исследователей рассматривала подробности эпидемии легионеллёза, произошедшей в департаменте Па-де-Кале в северной Франции в 2003—2004 годах. Во время этой вспышки было зарегистрировано 86 заболевших, 18 из которых умерли. Источником инфекции оказалась градирня нефтехимического завода, и последующий анализ показал, что некоторые из пострадавших жили в 6—7 км от неё.
Несколько европейских стран основали Европейскую Рабочую Группу по Заражению Легионеллой (European Working Group for Legionella Infections, EWGLI) для того, чтобы делиться знаниями и опытом по контролю за возможными источниками Legionella. EWGLI опубликовала инструкции по уменьшению количества колониеобразующих единиц (КОЕ, количество живых бактерий, способных к размножению) Legionella на литр:
| Бактерии Legionella КОЕ/литр | Необходимость срочных действий (необходимо 35 образцов на объект, включая 20 образцов воды и 10 мазков) |
| ---------------------------- | --- |
| 1000 или меньше              | Система под контролем. |
| более чем 1000 до 10 000     | Пересмотреть программу операций. Количество бактерий должно быть немедленно подтверждено повторным сбором образцов. Если то же количество обнаружено повторно, необходимо провести пересмотр контрольных мероприятий и оценку риска, чтобы определить необходимые корректирующие действия.                                                                  |
| более чем 10 000             | Ввести корректирующие меры. Немедленно должны быть отобраны повторные образцы. В качестве меры предосторожности в воду вводится необходимый биоцид. Оценка риска и контрольные мероприятия должны быть пересмотрены, чтобы определить корректирующие действия. (150+ КОЕ/мл в объектах здравоохранения или домах престарелых требует немедленных действий). |

Согласно статье «Legionella and the prevention of legionellosis», опубликованной на сайте Всемирной Организации Здравоохранения, температура следующим образом влияет на выживаемость Legionella:
- Выше 70 °C — Legionella погибает почти мгновенно
- При 60 °C — 90 % погибает в течение 2 минут
- При 50 °C — 90 % погибает в течение 80—124 минут, в зависимости от штамма
- 48—50 °C — Может выживать, но не размножаться
- 32—42 °C — Идеальный промежуток температур для роста
- 25—45 °C — Промежуток температур, где происходит рост
- Ниже 20 °C — Может выживать, но в состоянии покоя, даже ниже температуры замерзания

Другие источники говорят о других промежутках температур:
- 60—70 до 80 °C — Дезинфекция
- 66 °C — Legionella погибает в течение 2 минут
- 60 °C — Legionella погибает в течение 32 минут
- 55 °C — Legionella погибает в течение от 5 до 6 часов
- 20 до 45 °C — Legionella размножается
- 20 °C и ниже — Legionella в состоянии покоя

Контроль над ростом Legionella проводится химическими либо термическими методами. Наиболее дешёвый и наиболее эффективный метод контроля — держать холодную воду ниже 25 °C и тёплую воду — выше 51 °C. Медно-серебряная ионизация является токсичной для бактерий, надолго уничтожая биоплёнки и слизь, которая может содержать Legionella. На сегодняшний день ни одна из медно-серебряных систем не прошла тесты на эффективность от американского Агентства Охраны Окружающей среды (Enviromental Protection Agency) и не утверждена им как биоцид для применения в Америке. То же самое справедливо и для Европы. Хлорирование диоксидом хлора или монохлорамином является необычайно эффективным окислительным биоцидом. Ультрафиолетовое излучение является великолепным способом обеззараживания, но не эффективно в больших водных системах. Полное удаление бактерий температурной обработкой является лишь частично эффективным и дорогим методом. Озон является необычайно эффективным биоцидом для градирен, фонтанов и спа.

### Хлор
Хлор является очень эффективным средством химической обработки. Для систем с небольшими проблемами достаточно содержание хлора 0,5×10−6 (одна молекула хлора на 2 миллиона молекул воды). Для систем со значительными проблемами с Legionella необходимо до 3×10−6 свободного хлора (6 молекул хлора на 2 миллиона молекул воды). Такой уровень хлора разрушает медные трубы в течение от 7 до 10 лет.
В России хлорирование является основным способом дезинфекции воды.

### Ионизация медью-серебром в промышленных масштабах
Ионизация медью-серебром в промышленных масштабах признаётся Всемирной Организацией Здравоохранения в качестве средства контроля над Legionella. Если поддерживать нужное содержание ионов меди и серебра, принимая во внимание использование и ток воды, то дезинфекция всех частей водораспределительной системы занимает от 30 до 45 дней. Необходимы определённые инженерные приспособления и спецификация, такие как ячейка камеры с 10 амперами на ион или автоматически меняющийся вольтаж с не менее чем 0—100 вольт постоянного тока и пр. Ионные генераторы для бассейнов не созданы для контроля за Legionella в больших водных системах.
Ионизация эффективна в госпитальных зданиях, отелях, домах престарелых и большинстве больших зданий. Cu-Ag не пригодна для градирен, где pH выше 8,6 приводят к выпадению меди. В 2003 году исследователи, которые поддерживали использование ионизации, разработали четырёхстадийный процесс валидации своих исследований. Ионизация стала первым больничным процессом дезинфекции, который удовлетворил выдвинутой четырёхступенчатой оценке, и с тех пор была принята более чем сотней больниц. Дополнительные исследования показывают, что ионизация является более эффективной, чем термическая обработка.

### Диоксид хлора
Диоксид хлора принят Агентством Охраны Окружающей среды США в качестве главного дезинфицирующего средства для питьевой воды с 1945 года. Он не даёт каких-либо канцерогенных побочных продуктов, подобно хлору, и не является, как медь, тяжёлым металлом, использование которого ограничено. Он показал себя как замечательный контролирующий агент для Legionella в холодной и горячей воде, на чьи свойства в качестве биоцида не влияет pH или ингибиторы коррозии вроде оксида кремния или фосфата. Альтернативой является монохлорамин. Подобно хлору или диоксиду хлора, монохлорамин утверждён Агентством Охраны Окружающей среды США как первичное дезинфицирующее средство для питьевой воды.
Среди европейских стран, Италия и Германия используют диоксид хлора, а Великобритания — монохлорамин. В России вода в основном хлорируется.

### Вакцинация
Для легионеллёза не существует вакцин. Проводились исследования вакцинации с использованием клеток, убитых нагреванием или ацетоном, в которых морские свинки потом заражались интраперитонально или воздушно-капельным путём. Обе вакцины дали от средней до высокой степени защиты. Оказалось, что защита зависит от дозы вакцины и коррелирует с уровнями антител в крови.

## Легионеллы и простейшие
Простейшие микроорганизмы являются природными хозяевами для LegionеӀӀа. Так, показано, что Legionella pneumophila может заражать 14 видов амёб (особенно Hartmanellae и Acanthamoeba) и два вида ресничных. Кроме того имеется множество филогенетически родственных, но не относящихся к роду Legionella, «легионеллоподобных патогенов амёб» (en. «Legionella-like amoeba pathogens», LLAP), о которых ничего толком не известно. Бактерия поглощается амёбой и заключается в фагосому, но фагосома не превращается в лизосому и вместо того, чтобы перевариться, бактерия продолжает существовать в виде «вакуоли, содержащей легионеллу» ("Legionella-containing, vacuole, LCV). Фагосома окружается Шероховатым Эндоплазматическим Ретикулумом.Здесь бактерия размножается до тех пор, пока метаболические возможности хозяина не исчерпаны, после чего она выходит в цитоплазму и со смертью хозяина оказывается в окружающей среде. Легионелла может также попадать в окружающую среду в экзоцитозных пузырьках, выделяемых амёбой. Во время существования в вакуоли легионелла использует Систему Секреции IV типа для того, чтобы ввести в клетку хозяина около 300 различных белков, модифицируя её под свои нужды. Многие из этих белков имеют гомологию с белками эукариот и скорее всего были эволюционно получены путём горизонтального переноса генов. В частности, Legionella pneumophila не может синтезировать аминокислоты цистеин, аргинин, изолейцин, лейцин, валин и треонин и получает их из организма хозяина.

## Дополнительные ссылки
- CDC Division of bacterial and Mycotic Diseases: Legionellosis
- Directors of Health Promotion and Education page on Legionellosis
- European Working Group for Legionella Infections
- Legionnaires' disease outbreaks
- Legionella Information
- Legionella Risk management
- Legionella case studies
- Centers for Disease Control and Prevention — Procedure for Cleaning Cooling Towers and Related Equipment (pages 239 and 240 of 249)
- Cooling Technology Institute — Best Practices for Control of Legionella
- California Energy Commission — Cooling Water Management Program Guidelines For Wet and Hybrid Cooling Towers at Power Plants
- ASHRAE Guideline
- Guidelines for Control of Legionella in Ornamental Fountains
- Employers Guidelines for prevention of Legionella